# Matviy Ponomarenko
Pour les articles homonymes, voir Ponomarenko.
Matviy Ruslanovich Ponomarenko (en ukrainien : Матвій Русланович Пономаренко), né le 11 janvier 2006 à Myronivka, est un footballeur ukrainien qui joue au poste d'avant-centre au Dynamo Kiev.

## Biographie

### Carrière en club
Né à Myronivka en Ukraine, Matviy Ponomarenko est formé par le Dynamo Kiev,, où il commence sa carrière professionnelle en championnat d'Ukraine,. Il joue son premier match avec l'équipe première du club le 3 novembre 2023, entrant en jeu lors du derby national en championnat contre le Chakhtar Donetsk,,. À  l'âge de 17 ans et 296 jours, Ponomarenko devient le quatrième plus jeune joueur de Kiev à jour dans le championnat.
Ponomarenko est sacré champion d'Ukraine lors de la saison 2024-25, où malgré une blessure à l'été précédent il s'illustre surtout avec les équipes jeunes, surtout en Youth League, terminant co-meilleur buteur de la compétition avec Mahamadou Sangaré (en) et Phillip Verhounig (de), et également le meilleur buteur ukrainien ou d'un club ukrainien de l'histoire de la compétition,,.
Le 22 juillet 2025, il joue son premier match de Ligue des champions, entrant en jeu lors du match de qualification contre le Ħamrun Spartans.

### Carrière en sélection
Matviy Ponomarenko est international junior avec l'équipe d'Ukraine des moins de 19 ans, avec qui il prend part à l'Euro 2024.

## Palmarès
Dynamo Kiev
- Championnat d'Ukraine (1)
  - Champion en 2024-25[9]